# Chepino Saddle
Der Chepino Saddle (englisch; bulgarisch Чепинска седловина Tschepinska sedlowina) ist ein 2500 m hoher Bergsattel im westantarktischen Ellsworthland. Im nordzentralen Teil der Sentinel Range  des Ellsworthgebirges verbindet er den Probuda Ridge im Südwesten mit den Bangey Heights im Nordosten. Er stellt einen Teil der Wasserscheide zwischen dem Embree-Gletscher im Norden und dem Ellen-Gletscher im Süden dar.
US-amerikanische Wissenschaftler kartierten ihn 1988. Die bulgarische Kommission für Antarktische Geographische Namen benannte ihn 2011 nach einer Region im Süden Bulgariens.